# Хронология на българската историография

## До 1944 г.[1]
| Дата           | Автор                         | Произведение                                                               |
| -------------- | ----------------------------- | -------------------------------------------------------------------------- |
| 1673 г.        | Петър Богдан Бакшев           | „За древността на бащината земя и за българските дела“                     |
| 1760 г.        | Франц Ксавер Иван де Пеячевич | „История на българите“                                                     |
| 1761 г.        | Блазиус Клайнер               | „История на България“                                                      |
| 1761 г.        | Неизв.                        | „3ографска история“ – „Кратка история на българския славянски народ“.      |
| 1762 г.        | Паисий Хилендарски            | „История славянобългарска“                                                 |
| 1792 г.        | Спиридон Габровски            | „Кратка история на българския славянски народ“                             |
| 1823 г.        | Йован Раич                    | „История на разни славянски народи и най-вече на българи, хървати и сърби“ |
| 1844 г.        | Сава Радулов                  | „История на славянобългарския народ“                                       |
| 1844 г.        | Христаки Павлович             | „Царственик или история болгарская“                                        |
| 1847 г.        | Захари Княжески               | „Въведение в историята на българските славяни“                             |
| 1861 г.        | Добри Войников                | „Кратка българска история“                                                 |
| 1868 – 1874 г. | Александър Хилфердинг         | Събрани съчинения, в които описва историята на отделните славянски народи. |
| 1871 г.        | Гавраил Кръстевич             | „История блъгарска“                                                        |
| 1875 г.        | Константин Иречек             | „История на българите“                                                     |
| 1878 г.        | Милан Савич                   | „История на българския народ“                                              |
| 1917 – 1940 г. | Васил Златарски               | „История на Българската държава през средните векове“                      |
| 1923 г.        | Стоян Шангов                  | „Българска история“                                                        |
| 1942 г.        | Николай Станишев              | „Кратка история на българите“                                              |
| 1943 г.        | Иван Пастухов                 | „Българска история“                                                        |
| 1943 г.        | Петър Мутафчиев               | „История на българския народ“                                              |

## От 1944 г. до 1989 г.
| Дата              | Автор                                                 | Произведение                   |
| ----------------- | ----------------------------------------------------- | ------------------------------ |
| 1947 г. – 1948 г. | Николай Державин                                      | „История на България“ в 2 тома |
| 1961 г. – 1964 г. | Българска академия на науките                         | „История на България“ в 3 тома |
| 1979 г. – 2012 г. | Институт по история към Българска академия на науките | „История на България“ в 9 тома |

## След 1989 г.
| Дата        | Автор                                                                            | Произведение                             |
| ----------- | -------------------------------------------------------------------------------- | ---------------------------------------- |
| 1993        | Иван Лазаров, Пламен Павлов, Иван Тютюнджиев, Милко Палангурски                  | „Кратка история на българския народ“     |
| 1993        | Иван Божилов, Вера Мутафчиева, Константин Косев, Андрей Пантев, Стойчо Грънчаров | „История на България“                    |
| 1998        | Иван Лазаров, Пламен Павлов, Иван Тютюнджиев, Милко Палангурски                  | „История на България“, VII век – 1947 г. |
| 2003 – 2009 | Научен център за българска национална стратегия                                  | „История на българите“ в 8 тома          |